# صالح العوران
صالح ذياب العوران الشراري ولد في محافظة الطفيلة في عام 1888 ، ولم تسنح له الفرصة للتعليم الكامل، كان من الزعماء السياسين، تقلد مناصب سياسية منذ تأسيس إمارة شرق الأردن. والده كان زعيما عشائرياً لعب دوراً في دعم جيش الثورة العربية الكبرى بالمال والمتطوعين.

## مناصبه
- نائب في مجلس النواب في أول مجلس تشريعي عام 1934 .
- وزير دولة وشؤون سياسية في عام 1934 .
- نائب عن لواء الطفيلة منذ عام 1941 حتى وفاته عام 1955 م .